# Vicente González Moreno
Vicente González Moreno (ur. 9 grudnia 1778 w Kadyksie, zm. 6 września 1839 w Urdax) – hiszpański wojskowy.
Brał udział w wojnie o niepodległość Hiszpanii (1808–1814) osiągając stopień brygadiera. W okresie trzylecia liberalnego (1820–1823) popierał monarchię absolutną i był odpowiedzialny za egzekucję liberałów generała Torrijosa i jego towarzyszy. W I wojnie karlistowskiej (1833–1839) poparł Karola Burbona w sporze o sukcesję. Po zakończeniu wojny karlistowskiej i podpisaniu umowy z Vergary uciekał do Francji, jednak w drodze został napadnięty przez niesubordynowany oddział karlistowskich żołnierzy i zamordowany 6 września 1839.